# Alfred Horn (Pastor)
Alfred Horn, vollständig Hermann Karl Alfred Oscar Horn (* 29. September 1847 in Wolfshagen (Uckerland), Mecklenburg-Strelitz; † 16. April 1912 in Schönberg (Mecklenburg)) war ein deutscher evangelisch-lutherischer Geistlicher und Heimatforscher.

## Leben
Alfred Horn war der Sohn des Oberinspektors des Gräflich Schwerinschen Güterbesitzes Wilhelm Horn (1800–1859), der später Amtmann und Domänenpächter in Groß Daberkow war. Er besuchte das Gymnasium, zunächst in Prenzlau 1858/59, dann in Friedland bis Michaelis 1867, und studierte bis 1872 Evangelische Theologie an den Universitäten Berlin, Leipzig und Tübingen, unterbrochen vom Feldzug im Deutsch-Französischen Krieg 1870/71, den er im 3. Thüringisches Infanterie-Regiment Nr. 71 mitmachte.
Nach seinem Examen war er eineinhalb Jahre als Hauslehrer bei der Familie von Ferber auf Melz tätig. Von 1873 bis 1879 war er Realschullehrer in Schönberg.

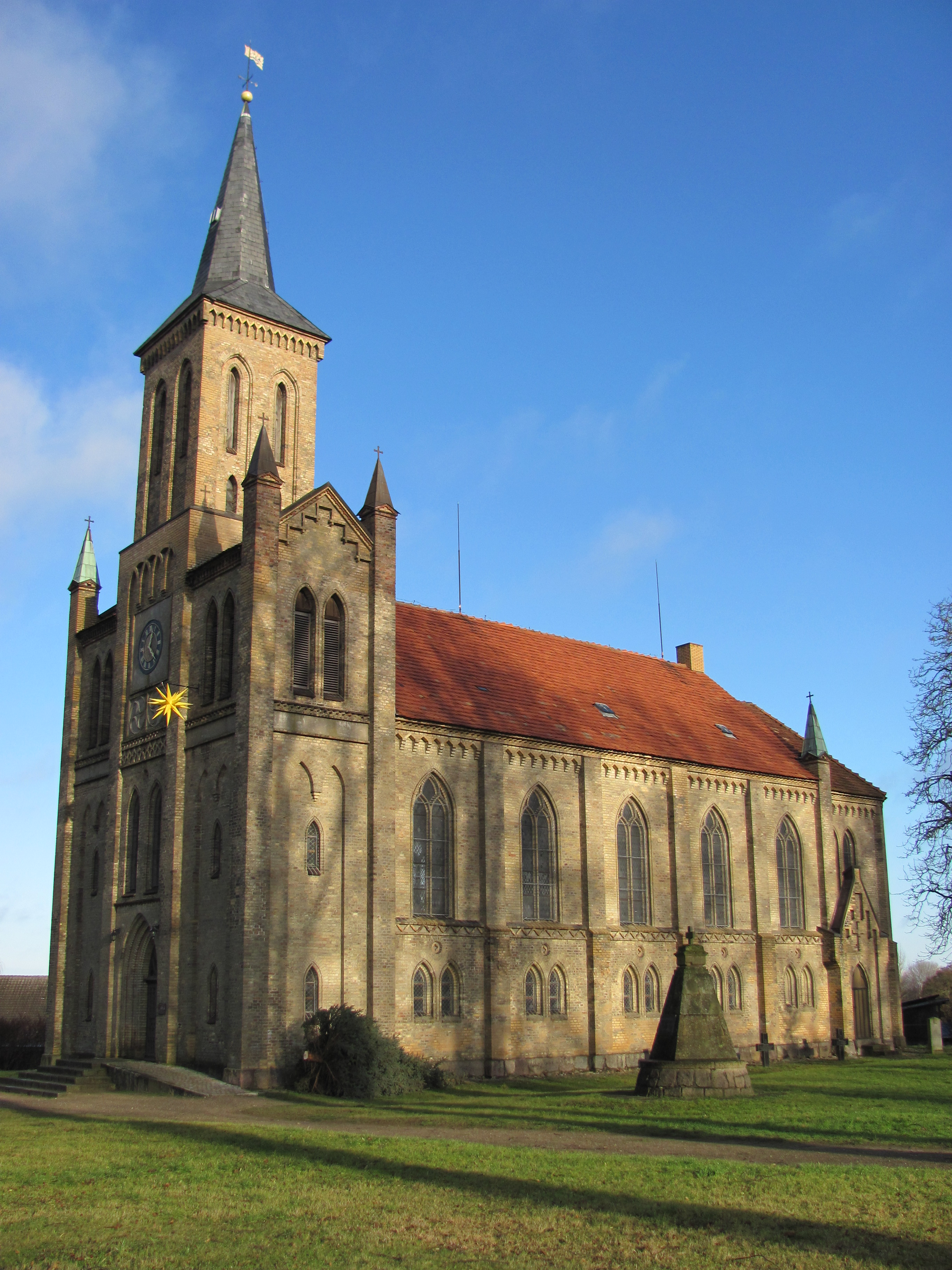
St. Marien, Selmsdorf

1879 wurde er Pastor in Reddemin. Schon nach einem Jahr wurde er 1880 zum Pastor der St.-Marien-Kirche in Selmsdorf berufen, wo er bis zu seiner Pensionierung nach einem Schlaganfall 1907 wirkte. In seine Amtszeit fallen die Einrichtung einer Kirchenheizung, die Schenkung des Altarbildes 1885 sowie die Restaurierung der zur Gemeinde gehörenden Kapelle des Siechenhauses vor Dassow (1972/73 zerstört).
Ab 1901 war er Mitglied im Verein für mecklenburgische Geschichte und Altertumskunde.
Horn sammelte über Jahre umfangreiches Material für eine breit angelegte Geschichte des Kirchspiels Selmstorf, von der nur der erste Band noch zu seinen Lebzeiten erschien.
Alfred Horn wurde in Selmsdorf beerdigt; sein Grabstein ist an der Südseite der Kirche erhalten.
Er war seit 1876 verheiratet mit Elisabeth, geb. Schmidt. Der gleichnamige Sohn Alfred Horn (* 20. Mai 1877) wurde Berufsoffizier; er fiel als Hauptmann im Ersten Weltkrieg beim Abschuss seines Luftschiffs LZ 47/LZ 77 am 21. Februar 1916.

## Werke
- Zur Geschichte des Kirchspiels Selmstorf im Fürstentum Ratzeburg.
  - Band 1, 1909
  - Band 2, hrsg. von Fritz Buddin 1925
  - Band 3, hrsg. von Heinrich Sterley 1934